# Ácido mefenâmico
O ácido mefenâmico é um fármaco do grupo dos anti-inflamatórios não esteroides (AINE) usado para tratar a dor, inclusive a dor menstrual. Também é prescrito como uma droga antipirética. Geralmente é prescrito para administração oral.
O ácido mefenâmico diminui a inflamação (inchaço) e contrações uterinas por um mecanismo ainda desconhecido. No entanto, pensa-se que esteja relacionado com a inibição da síntese das prostaglandinas.
O metabolismo hepático desempenha um papel significativo na eliminação do ácido mefenâmico. Portanto, para pacientes com deficiências hepáticas devem ser prescritas doses mais baixas. A deficiência renal também pode causar acúmulo da droga e dos seus metabolitos no sistema excretor.
Varfarina: o ácido mefenâmico desloca a varfarina dos sítios de ligação à proteína, e pode aumentar a resposta a anticoagulantes orais. Portanto, a administração concomitante de ácido mefenâmico com fármacos anticoagulantes requer monitorização frequente do tempo de protrombina. Heparina de baixo peso molecular: anti-inflamatórios não esteroidais incluindo o ácido mefenâmico, podem alterar a hemostasia. O uso concomitante com heparina de baixo peso molecular pode aumentar o risco de sangramento. Inibidores seletivos da recaptação de serotonina: o uso combinado de inibidores seletivos da recaptação de serotonina e anti-inflamatórios não esteroidais tem sido associado ao aumento do risco de sangramento. Lítio: anti-inflamatórios não esteroidais, incluindo ácido mefenâmico, produziram uma elevação do nível plasmático de lítio e uma redução no seu clearence renal, sendo assim, quando o ácido mefenâmico e o lítio são administrados concomitantemente, os pacientes devem ser cuidadosamente observados com relação aos sinais de intoxicação por lítio.

## Efeitos colaterais
O ácido mefenâmico é conhecido por causar dores de estômago, por isso, recomenda-se a tomar as doses prescritas juntamente com alimentos. Instâncias de sonolência podem também ocorrer. Como tal, é recomendado para evitar a condução ou consumir álcool enquanto estiver a tomar este medicamento.
Outros efeitos secundários leves conhecidos do ácido mefenâmico incluem dores de cabeça, nervosismo e vômitos. Efeitos secundários graves podem incluir diarreia, vômito sanguinolento, visão turva, erupções cutâneas, prurido e inchaço, dor de garganta e febre. É aconselhado a consultar um médico imediatamente caso estes sintomas aparecem enquanto estiver tomando este medicamento.
Anti-inflamatórios não esteroides (AINEs) podem agravar a hipertensão. Pessoas com hipertensão, disfunção ventricular esquerda e insuficiência cardíaca devem evitar AINEs.

## Síntese
Análogo ao ácido fenâmico, este composto pode ser sintetizado a partir do ácido 2-clorobenzoico e 2,3-Xylidina.